# John C. Woods
John Clarence Woods (5 de junio de 1911 a 21 de julio de 1950) fue un sargento del ejército de Estados Unidos de origen irlandés que, con Joseph Malta, llevó a cabo las ejecuciones de Núremberg de diez ex altos dirigentes del Tercer Reich el 16  de octubre de 1946, después de que fueron condenados a la muerte en los juicios de Núremberg. La revista Time lo acredita con 347 ejecuciones a esa fecha durante una carrera de 15 años. De acuerdo con investigaciones recientes, un número de 60 a 70 durante un período de dos años es más creíble.
Nacido en Wichita, Kansas, después de la separación de sus padres y de abandonar la escuela Woods se unió a la Marina de Estados Unidos el 3 de diciembre de 1929 siendo asignado a la costa oeste con el USS Saratoga y en cuestión de unos pocos meses se negó a trabajar y se ausentó sin permiso. Fue capturado en Omaha, retornado a California donde fue juzgado y declarado culpable en una Corte Marcial General y posteriormente examinado por un consejo psiquiátrico el 23 de abril de 1930. El informe del examen lo describía como una persona que iba repetidamente en contra de la autoridad y de la instrucción recibida, su comandante y oficiales lo catalogaban como irresponsable e inepto. Se le diagnosticó "inferioridad constitucional psicopática sin psicosis" no representando peligro alguno para sí mismo o para otras personas, fue encontrado "material de servicio pobre" dándolo de baja del servicio con deshonor.
Posteriormente a esta baja, Woods estuvo empleado de forma intermitente en la construcción como peón y estaba trabajando a tiempo parcial en una tienda de alimentos en Eureka, Kansas, casándose después con una enfermera, Hazel Woods, sin tener hijos, al estallido de la Segunda Guerra Mundial y sin informar al ejército de su baja deshonrosa en la marina se alistó con el ejército de los Estados Unidos, reportándose al entrenamiento básico en septiembre de 1943, y siendo enviado a Inglaterra en 1944 para el día D.
Antes del día D, las ejecuciones militares estadounidenses en la horca en el Teatro de Operaciones Europeo se produjeron solamente en Inglaterra y fueron realizadas por el verdugo civil Thomas Pierrepoint con la asistencia de Albert Pierrepoint y demás personal británico. Cuando en el otoño de 1944 las ejecuciones militares en la horca fueron programadas en Francia, el Ejército buscaba entre los elementos alistados un voluntario para verdugo y encontró a Woods, quien afirmó falsamente tener experiencia previa como ayudante de verdugo en dos casos en Texas y dos en Oklahoma - no hay pruebas de que el Ejército realizara ningún intento de verificar las afirmaciones de Woods. De hecho, Woods no tenía experiencia anterior a la guerra documentada como  verdugo. Woods en ese momento era un elemento de bajo rango y un miembro del 37.º Batallón de Ingenieros de Combate. Fue ascendido a sargento y trasladado a París al Centro de Entrenamiento Disciplinario. Woods realizó como verdugo principal la ejecución de 34 soldados estadounidenses sentenciados a la horca, en varios lugares de Francia durante 1944-1945 y ayudó en al menos otras tres. Informes del Ejército indican que Woods participó en por lo menos 11 ahorcamientos fallidos de los soldados estadounidenses. Entre 1944-1946, Woods también participó en la ejecución de unos cuarenta y cinco criminales de guerra en varios lugares que incluían Rheinbach, Bruchsal, Landsberg y Núremberg.

## Las ejecuciones en la prisión de Núremberg
El 16 de octubre de 1946, junto a Joseph Malta, llevó las ejecuciones de los diez principales criminales de guerra alemanes, que tuvieron lugar en el gimnasio de la prisión de Núremberg.
Woods y Malta calcularon mal la longitud de las sogas utilizadas en las ejecuciones, por lo que muchos condenados no murieron rápidamente debido a fractura cervical, como era la intención, sino que tuvieron que sufrir una muerte larga y dolorosa por asfixia.
Además de este error, la trampilla era demasiado pequeña, así que varios condenados sufrieron heridas sangrantes en la cabeza al golpearse contra ella.
Woods dijo haber guardado como recuerdo pequeños trozos de las sogas usadas para cada condenado, considerado en contra de la política adoptada en los Juicios de Núremberg por el coronel a cargo de las ejecuciones.
Declaraciones de Woods tras las ejecuciones de Núremberg:

Yo he colgado a esos diez nazis… y estoy orgulloso de ello… no estaba nervioso… un tipo no puede permitirse el lujo de estar nervioso en este trabajo… quiero  mostrar mi agradecimiento a los soldados que me ayudaron… estoy tratando de obtenerles un ascenso […] Tal como veo este trabajo, alguien tiene que hacerlo. Me metí en él por accidente, hace años, en los Estados Unidos…

10 hombres en 103 minutos. Eso es trabajo rápido.

## Muerte
Mientras servía con la 7.ª Brigada de Ingenieros en Eniwetok, Islas Marshall el 21 de julio de 1950, Woods se electrocutó accidentalmente mientras  trataba de reparar un equipo de iluminación. Fue sepultado en el cementerio municipal de Toronto (Kansas). John C. Woods no recibió premios militares individuales durante su carrera por su servicio como verdugo.